# 離散付値環
離散付値環（りさんふちかん、英: discrete valuation ring、略して DVR）とは、抽象代数学においてちょうど1つの0でない極大イデアルをもつ単項イデアル整域（PID）である。
このことは DVR は次の同値な条件のうち1つを満たす整域 R であることを意味する。
1. R は局所環かつ単項イデアル整域であって、体でない。
2. R は付値環であって、その値群は整数のなす加法群と同型。
3. R は局所環かつデデキント整域であって、体でない。
4. R はクルル次元1のネーター的局所環であって、R の極大イデアルは単項である。
5. R はクルル次元1の整閉ネーター局所環である。
6. R は唯一の0でない素イデアルをもつ PID である。
7. R は（単元倍を除いて）唯一の既約元をもつ PID である。
8. R は（単元倍を除いて）唯一の既約元をもつ一意分解整域である。
9. R は体でなく、R のすべての0でない分数イデアルは、それを真に含む分数イデアルの有限個の共通部分として書けないという意味で、既約である。
10. R の分数体 K 上の離散付値 ν であって R = {x : x ∈ K, ν(x) ≥ 0} となるものが存在する。

## 例
Z(2) = { p/q : p, q ∈ Z, q は奇数 } とする。このとき Z(2) の分数体は Q である。さて、Q の任意の 0 でない元 r に対して、その分母と分子に一意分解を適用して、r を 2kp/q と書くことができる。ただし、p, q, k は整数であって p と q は奇数である。このとき、ν(r)=k と定義する。すると、Z(2) は ν に関して離散付値環である。Z(2) の極大イデアルは 2 で生成された単項イデアルであり、（単元倍を除いて）"唯一の"既約元は 2 である。
Z(2) はデデキント整域 Z の 2 で生成された素イデアルにおける局所化であることに注意しよう。デデキント整域の 0 でない素イデアルにおける任意の局所化は離散付値環である。実際上は、このようにして離散付値環が現れることが多い。特に、任意の素数 p に対して環 Z(p) を全く同様に定義できる。
本質的により幾何学的な例のために、環 R = {f/g : f, g は R[X] の多項式で g(0) ≠ 0} をとり、変数 X の有理関数体 R(X) の部分環と考える。R は実軸の 0 の近傍で定義された（すなわち有限値の）すべての実数値有理関数と同一視できる（近傍は関数に依存する）。それは離散付値環である。"唯一の"既約元は X であり付値は各関数 f に対し 0 における零点の位数（0 でもかまわない）を割り当てる。この例は非特異な点の近くの一般の代数曲線を研究するテンプレートを提供する。この場合の代数曲線は実数直線である。
DVR の別の重要な例は、ある体 K 上の一変数 T の形式的冪級数環 R = K[[T]] である。"唯一の"既約元は T であり、R の極大イデアルは T で生成される主イデアルであり、付値 ν は各冪級数に対し最初の0でない係数の指数（すなわち次数）を割り当てる。
実あるいは複素係数に制限すれば、0の近傍で収束する一変数冪級数の環を考えることができる（近傍は冪級数に依る）。これもまた離散付値環である。
最後に、任意の素数 p に対しp-進整数環 Zp は DVR である。このとき p が既約元である。付値は各 p-進整数 x に対し pk が x を割り切るような最大の整数 k を割り当てる。

## 素元
離散付値環 R に対し、R の任意の既約元は R の唯一の極大イデアルの生成元であり、逆もまた成り立つ。そのような元を離散付値環 R の素元（prime element あるいは uniformizing parameter / uniformizing element / uniformizer; 一意化元）と呼ぶ。
素元 t を一つ固定して R の唯一の極大イデアルを M = (t) と書けば、ほかの任意の非零イデアルは M の冪、すなわち適当な整数 k ≥ 0 に対して (t k) の形になる。t の冪はすべて相異なるから、M についてもそうである。R の任意の非零元 x は x から一意的に定まる  R の単元 α と整数 k ≥ 0 を用いて αt k の形に書けて、その付値は ν(x) = k で与えられる。従って、離散付値環を完全に知るには、R の単元群と、それが t の冪に対して加法的にどう作用するかが分かればよいことになる。

## 位相
すべての離散付値環は、局所環なので、自然な位相が入り、位相環になる。2元 x, y の距離を次のように定めることができる。
{\displaystyle |x-y|=2^{-\nu (x-y)}}
（あるいは 2 の代わりに任意の他の固定された実数 > 1 でもよい）。直感的に言えば、元 z が "小さく" て "0 に近い" こととその付値 ν(z) が大きいことは同値である。関数 |x-y|（ただし |0|=0 と定める）は、離散付値環の分数体上定義された絶対付値の制限である。
DVR がコンパクトであることと、完備かつ剰余体 R/M が有限体であることは同値である。
完備離散付値環の例として、p-進整数環および任意の有限体上の形式冪級数環が挙げられる（局所体も参照）。離散付値環が与えられたとき、（しばしば完備化をして）それを含む完備離散付値環を考えたほうが扱いやすいことも多い。このように完備化を考えることは、有理函数から冪級数を得たり有理数から実数を得たりすることと同様の幾何学的な方法であると見做すことができる。
例に戻ろう。実係数で一変数のすべての形式的冪級数からなる環は実数直線上 0 の近傍において定義された（すなわち有限値の）有理関数の環の完備化である。それはまた 0 の近くで収束するすべての実冪級数の環の完備化でもある。（p-進整数であるようなすべての有理数からなる集合と見ることができる）Z(p) の完備化はすべての p-進整数からなる環 Zp である。